# Shkëlqim Cani
Shkëlqim Cani (* 6. Mai 1956 in Tirana) ist ein albanischer Politiker (PS). Von 2013 bis 2016 war er Finanzminister im ersten Regierungskabinett unter Ministerpräsident Edi Rama.

## Biographie
Cani absolvierte 1980 ein Studium in Finanzwirtschaft und zwischen 1981 und 1983 ein postgraduales Studium in Außenhandel an der Universität Tirana. 1991 schrieb er eine Dissertation im Bereich des Bankenwesens und erlangte den Doktor in Wirtschaftswissenschaft. Nach seinem postgradualen Studium wurde Cani 1985 Präsident des Außendepartements und Mitglied des Aufsichtsrats der Banka e Shqipërisë. Er konnte Ausbildungsprogramme bei der Länderbank (1985) und bei der Deutschen Bundesbank (1989) besuchen.
Als in Albanien 1990/91 die fast 50-jährige sozialistische Diktatur gestürzt wurde, erlebte die Zentralbank wie viele andere staatlichen Institutionen einen Strukturwandel. Cani wechselte daraufhin 1990 zur Handelsbank Albaniens (albanisch Banka Tregtare e Shqipërisë), wo er ein Jahr lang Generaldirektor war. 
Danach trat Cani in die albanische Politik ein. Er wurde als Vertreter der Partei der Arbeit Albaniens ins Kuvendi i Shqipërisë für die XII. Legislaturperiode gewählt. Zudem war er 1991 von 22. Februar bis 12. Juni Regierungsmitglied und amtierte als Stellvertreter des Ministerpräsident Fatos Nano. 1992 wurde er wieder ins Parlament gewählt und war während der gesamten Legislaturperiode bis 1996 Mitglied der Parlamentskommission für Wirtschaft und Finanzen. Zwischen 1994 und 1997 war er zudem im Vorstand des Lions-Club in Albanien.
Bei den Parlamentswahlen 1997 wurde Cani erneut ins Parlament wiedergewählt und war für einige Monate Mitglied in der Parlamentskommission für Wirtschaft, Finanzen und Privatisierung, musste jedoch von diesem Amt zurücktreten, nachdem er zum Gouverneur der Zentralbank Albaniens ernannt wurde. Während seiner Zeit als Präsident der Zentralbank bis im Jahr 2004 war Cani gleichzeitig Gouverneur des Internationalen Währungsfonds und der Multilateralen Investitions-Garantie-Agentur in Albanien. Zwischen 1997 und 2002 war er zudem Vorstandspräsident der Börse in Tirana. Seit 2003 ist Cani Professor an der Universität Tirana.
2013 wurde Cani wieder ins Parlament gewählt und vom neugewählten Ministerpräsidenten Edi Rama zum Finanzminister ernannt. Im Februar 2016 trat er von dieser Funktion zurück, ohne Gründe anzugeben.

## Privates
Shkëlqim Cani ist mit Merita Cani verheiratet.
Cani spricht fließend Englisch, daneben hat er Sprachkenntnisse im Italienischen, Französischen, Deutschen und Russischen.